# Mókus utca (Budapest)
A Mókus utca Budapest III. kerületében található, a Lajos utcát köti össze a Dugovics térrel.
A 18. században itt állt Eichkatzl (németül mókus) nevű kocsma adta a nevét. 1862-ben már Eichhorngasse néven ismert, az 1879-es utcaelnevezési térképen már mai nevén szerepel.
A 2. szám alatt áll az 1975-ben átadott Andor Ilona Ének-Zenei Általános és Alapfokú Művészeti Baptista Iskola.
A 20. szám alatti 1800 körül épült épületben ma az Építészeti Múzeum gyűjteménye látható. A 22. szám alatt volt Kéhli Ferenc vendéglője, a közelben lakó Krúdy Gyula kedvelt tartózkodási helye. Az író hajdani Korona téri házában 2011 óta a Magyar Kereskedelmi és Vendéglátóipari Múzeum működik.